# Peckia asinoma
Peckia asinoma är en tvåvingeart som först beskrevs av Hall 1938.  Peckia asinoma ingår i släktet Peckia och familjen köttflugor.
Artens utbredningsområde är Ecuador. Inga underarter finns listade i Catalogue of Life.